# Rendez-vous doux
Rendez-vous doux est le deuxième album studio de Gerry Boulet, lancé en 1988.
Il a connu un important succès et a vendu 400 000 copies.

## Titres
Toute la musique est composée par Gerry Boulet.
| No  | Titre                | Auteur            | Durée |
| --- | -------------------- | ----------------- | ----- |
| 1.  | Angela               | Denise Boucher    | 4:21  |
| 2.  | La Femme d'or        | Michel Rivard     | 3:40  |
| 3.  | Les Yeux du cœur     | Jean Houde        | 4:13  |
| 4.  | Plus ou Moins        | Michel Latraverse | 3:45  |
| 5.  | Un beau grand bateau | Denise Boucher    | 3:50  |
| 6.  | Toujours vivant      | Michel Rivard     | 3:45  |
| 7.  | Rendez-vous doux     | Jean Houde        | 3:33  |
| 8.  | Deadline             | Michel Latraverse | 4:00  |
| 9.  | Une dernière fois    | Pierre Côté       | 3:10  |
| 10. | Maximum              | André Saint-Denis | 2:58  |

## Musiciens
- Gerry Boulet : piano, orgue Hammond, chant
- Jeff Smallwood : guitares
- Richard Lemoyne : guitares
- Clément Giroux : guitares
- Breen LeBoeuf : basse
- Michel Gélinas : saxophone, flûte
- Laflèche Doré : trompette
- Richard Leduc : synthétiseur, saxophone, programmation
- Mario Labrosse : batterie, percussions
- Michel Rivard, Breen LeBoeuf, Richard Leduc, Michel Gélinas : chœurs
- Marjo : chant sur Les yeux du cœur
- Michel Rivard : chant sur Toujours vivant

## Équipe de production
- Arrangements : Richard Leduc
- Réalisation : Gerry Boulet, Richard Leduc, Jacques Bigras
- Prise de son : Jacques Bigras, Réginald Guay
- Mixage : Jacques Bigras
- Studio : studio Multison, studio Victor
- Production : Gerry Boulet inc.

## Pochette et livret
- Conception: Étienne Côté
- Graphisme: Marie-Marthe Lebel
- Décor: André Barbe
- Éclairage: Stéphane Mongeau
- Photo: Pierre Charbonneau

## Prix
- Album de rock de l’année (Rendez-vous doux), Prix Félix (1989)
- Spectacle de rock de l’année (Rendez-vous doux), Prix Félix (1989)
- Spectacle télévisé de l’année (Rendez-vous avec Gerry), Prix Félix (1989)[2]

- Chanson de l’année (« Un beau grand bateau »), Prix Félix (1990)
- Prix hommage, Prix Félix (1990)
- Disque triple platine pour Rendez-vous doux : (1990)